# Угроїди
Угрої́ди — селище на південній Слобожанщині в Сумському районі Сумської області України. Розташоване на річці Рибиці, за 13 км на північ від районного центру й залізничної станції Краснопілля (автошлях Т 1918). Населення становить близько 1500 осіб (2024 р.). Цукроварня з 1891 року.

## Назва
Точне походження назви невідоме. За переказом, першими поселенцями в цих місцях були брати — втікачі з Угорщини. У зв'язку з цим нібито й виникла назва. Є припущення, що назва могла виникнути від найменування риби угор і кореня їд (пор. їсти, їда).

## Географічне розташування
Селище міського типу Угроїд розташоване біля витоків річки Рибиця, нижче за течією на відстані 1 км розташоване село Наумівка. На відстані 0.5 км розташоване село Окіп.
На річці декілька загат. До селища примикає лісовий масив.
До селища пролягає залізнична гілка від села Самотоївка.

## Історія
- Засноване 1652 року.
- 1708 року був побудований перший дерев'яний храм Іллі Пророка. 1847 року Микола Антонов побудував новий кам'яний храм.
- 1891 року в Угроїдах поміщиком Гергеном була побудована цукроварня. Пізніше навколишні села перейшли у власність цукрозаводчика Павла Харитоненка.
- Село постраждало внаслідок геноциду українського народу, проведеного урядом СССР 1923—1933 та 1946–1947 роках[3].
- 1956 селу надано статус «селища міського типу».
- 12 липня 2016 затверджено герб та прапор селища.
- 12 червня 2020 року, відповідно до розпорядження Кабінету Міністрів України № 723-р «Про визначення адміністративних центрів та затвердження територій територіальних громад Сумської області», селище увійшло до складу Краснопільської селищної громади[4].
- 19 липня 2020 року, в результаті адміністративно-територіальної реформи та ліквідації Краснопільського району, увійшло до складу новоутвореного Сумського району[5].

### Російське вторгнення в Україну (з 2022)
- 16 липня 2024 року російські війська обстріляли селище. Зафіксовано 2 обстріли: 5 вибухів, ймовірно ствольна артилерія 122 мм. В результаті обстрілу пошкоджено ЛЕП[6].
- 19 липня 2024 року російські війська знову обстріляли селище. Зафіксовано 10 вибухів, ймовірно ствольна артилерія 122 мм. В результаті обстрілу пошкоджено 5 приватних будинків та газопровід[7].
- 27 серпня 2024 року за інформацією Генштабу ЗСУ ворог завдавав авіаударів по районах населених пунктів Есмань, Ворожба, Вільна Слобода, Атинське, Горіле, Безсалівка, Глухів, Михайлівське, Угроїди, Шалигине, Ямпіль, Яструбине, Іскриківщина, Білопілля, Бачівськ, Будівельне Сумської області[8].  Оперативне командування “Північ” інформує про обстріли села. Зафіксовано 1 вибух, ймовірно КАБ[9].

## Населення

### Чисельність населення
| 1959 | 1979 | 1989 | 2001 | 2016 |
| ---- | ---- | ---- | ---- | ---- |
| 5161 | 3957 | 3214 | 2352 | 2055 |

### Розподіл населення за рідною мовою(2001)
| українська мова | російська | білоруська |
| --------------- | --------- | ---------- |
| 93,31 %         | 5,64 %    | 0,89 %     |

## Економіка
- Угроїдський цукровий завод.
- Агрофірма «АПК-Угроїди», ТОВ.

## Соціальна сфера
- Школа.
- Музей історії селища.

## Пам'ятки
- Ботанічна пам'ятка природи «Парк Харитоненків» Знаходиться на території смт. Угроїди. Площа — 6,8 га. Колишнє паркове насадження з вікових дерев липи, сосни, ялини тощо, засноване родиною місцевих благодійників і меценатів Харитоненків. Разом з історико-культурною має особливу природоохоронну, наукову, естетичну, рекреаційну, оздоровчу, пізнавальну, еколого-освітню та виховну цінність
- Ботанічна пам'ятка природи «Глибока» — Схили яру за західною околицею смт. Угроїди. Площа — 5,9 га. Рідкісне, добре збережене рослинне угруповання, у складі якого зростають типові степові рослини. Разом з природоохоронною має особливу наукову, естетичну, рекреаційну, пізнавальну, еколого-освітню виховну та історико-культурну цінність.

## Відомі люди
- Азмукін Андрій Вікторович  (27 січня 1990 — 28 травня 2024) — український військовик, учасник російсько-української війни[10].
- Антипенко Тетяна Миколаївна (відома також під дошлюбним прізвищем Завалі́й) — українська лижниця, що спеціалізується на лижних перегонах. Учасниця трьох зимових Олімпійських ігор (2006, 2010, 2014). Срібна призерка зимової Універсіади (2009).
- Віжунов Анатолій Володимирович — український військовик, учасник російсько-української війни[11].
- Мороз Валентина Василівна — депутатка Верховної Ради УРСР 8-9-го скликань.
- Стеценко Володимир Миколайович — український військовик, учасник російсько-української війни[12].
- Ушкаленко Олександр Анатолійович (1964 р.н.) — Майстер спорту України міжнародного класу, триразовий чемпіон світу з лижних перегонів (1983, 1984), учасник Олімпійських ігор у Нагано (Японія) 1998 року.
- Шкурко Сергій Вікторович (1973 - 2024)  — український військовик, учасник російсько-української війни[13].
- В селищі жила та працювала Сокіл Галина Іванівна, вчителька, у минулому зв'язкова УПА, ув'язнена сталінських концтаборів.

## Також
- Перелік населених пунктів, що постраждали від Голодомору 1932-1933, Сумська область